# 天主教哈勒姆-阿姆斯特丹教区
天主教哈勒姆-阿姆斯特丹教區（拉丁語：Dioecesis Harlemensis-Amstelodamensis）是羅馬天主教在荷蘭的一個教區，屬烏特勒支總教區。
教區位於荷蘭西北部，2011年時有465,000名教友（佔轄區總人口16.1%）、162個堂區、198名司鐸、88名修士和533名修女。
現任主教為若望·維利布羅爾迪斯·瑪利亞·亨德里克斯，榮休主教為若瑟·瑪利亞·龐特。哈勒姆教區於1559年5月12日成立，1587年被撤銷，1853年3月4日恢復，2008年10月7日易名至今。